# Домброва (гміна Моґельниця)
Домброва (пол. Dąbrowa) — село в Польщі, у гміні Могельниця Груєцького повіту Мазовецького воєводства.
Населення — 37 осіб (2011).
У 1975-1998 роках село належало до Радомського воєводства.

## Демографія
Демографічна структура станом на 31 березня 2011 року:
|          | Загалом | Допрацездатний вік | Працездатний вік | Постпрацездатний вік |
| -------- | ------- | ------------------ | ---------------- | -------------------- |
| Чоловіки | 19      | 4                  | 14               | 1                    |
| Жінки    | 18      | 5                  | 11               | 2                    |
| Разом    | 37      | 9                  | 25               | 3                    |